# Volavérunt (película)
Volavérunt es una película española dirigida por Bigas Luna, adaptación de la novela homónima de Antonio Larreta, ganadora del Premio Planeta en 1980.
La película fue presentada dentro de la sección oficial del Festival de Cine de San Sebastián 1999. En esa misma edición del festival, Aitana Sánchez-Gijón consiguió la Concha de plata a la mejor actriz por esta película.
El presupuesto de la película, uno de los más elevados en la historia del cine español, ascendió a 1200 millones de pesetas.

## Argumento
El 23 de julio de 1802, la duquesa de Alba, la más rica y liberada mujer de sus tiempos, ofrece una gala para inaugurar su nuevo palacio. La asistencia es extraordinaria: el primer ministro Manuel Godoy, el pintor Goya y Pepita Tudó, amante de Godoy y modelo de Goya de su cuadro más famoso, La maja desnuda. A la mañana siguiente, la duquesa de Alba aparece muerta en su cama en misteriosas circunstancias. Tenía cuarenta años.

## Reparto
- Aitana Sánchez-Gijón como Duquesa de Alba.
- Penélope Cruz como Pepita Tudó.
- Jordi Mollà como Manuel Godoy.
- Jorge Perugorría como Francisco de Goya.
- Stefania Sandrelli como María Luisa de Parma, reina consorte de España.
- Carlos La Rosa como Carlos IV de España.
- Olivier Achard como Grognard.
- Jean-Marie Juan como Carlos Pignatelli.
- Ayanta Barilli como Duquesa de Osuna.
- Alberto Demestres como Isidoro Maiquez.
- Chema Mazo como Jefe de la policía de Madrid.
- Pepón Gil Zarzana como extra.
- Georgina Tapbioles como Niña Pepona.

## Premios

### XIV edición de los Premios Goya
| Categoría                                    | Persona             | Resultado |
| -------------------------------------------- | ------------------- | --------- |
| Premio Goya a la mejor dirección artística   | Luis Vallés         | Candidato |
| Premio Goya al mejor diseño de vestuario     | Franca Squarciapino | Candidato |
| Premio Goya a la mejor fotografía            | Paco Femenia        | Candidato |
| Premio Goya al mejor maquillaje y peluquería | varios              | Candidato |

### Festival de cine de San Sebastián
| Categoría                         | Persona              | Resultado |
| --------------------------------- | -------------------- | --------- |
| Concha de Oro                     |                      | Candidato |
| Concha de Plata a la mejor actriz | Aitana Sánchez Gijón | Ganadora  |